# 建德花園
建德花園是中華人民共和國上海市普陀區長征鎮的一個住宅區，位於蘇州河附近。該住宅佔地面積48.56公頃，總建築面積46.75萬平方米。建德花園於1995年12月開工，1996年12月竣工。